# آکادمی پدافند هوایی و فضایی ژوکوف
آکادمی پدافند هوایی و فضایی ژوکوف (انگلیسی: Zhukov Air and Space Defence Academy) یک آکادمی نظامی روسی است که در سواحل رودخانه ولگا در شهر تور (که قبلاً کالینین نام داشت) واقع شده است. این آکادمی که در سال ۱۹۵۶ تأسیس شد، به نام مارشال شوروی، گئورگی ژوکوف، نامگذاری شده است. این آکادمی یکی از مراکز اصلی آموزشی نیروهای دفاع هوافضای روسیه، قبل از بازسازی نیروهای دفاع هوافضای روسیه در سال ۲۰۱۵ بود. این دانشگاه در حال حاضر پرسنل سازمان جانشین، یعنی نیروی هوافضای روسیه را آموزش می‌دهد.
آکادمی پدافند هوایی و فضایی ژوکوف علاوه بر مأموریت آموزشی و تربیتی خود، یک مرکز تحقیقاتی برای مطالعه مشکلات هنر و تاکتیک‌های عملیاتی و همچنین فرماندهی، ارتباطات و کنترل در امور پدافند هوایی است. این آکادمی در سال ۱۸۶۶ تأسیس شد.